# Abby's
Abby's es una serie de televisión estadounidense creada por Josh Malmuth que se estrenó el 28 de marzo de 2019 y finalizó el 13 de junio de 2019, en NBC. La serie es protagonizada por Natalie Morales, Neil Flynn, Nelson Franklin, Jessica Chaffin, Leonard Ouzts, y Kimia Behpoornia.

## Elenco

### Principal
- Natalie Morales como Abby
- Neil Flynn como Fred
- Nelson Franklin como Bill
- Jessica Chaffin como Beth
- Leonard Ouzts como James
- Kimia Behpoornia como Rosie

## Episodios
| N.º | Título             | Dirigido por         | Escrito por                       | Fecha de emisión original | Audiencia (millones) |
| --- | ------------------ | -------------------- | --------------------------------- | ------------------------- | -------------------- |
| 1 | «Pilot»            | Pamela Fryman        | Josh Malmuth                      | 28 de marzo de 2019       | 2.60                 |
| Abby, una ex infante de marina que dirige un bar sin licencia en su patio trasero con una estricta jerarquía de asientos, se entera de que su antigua casera ha muerto y ha cedido su propiedad a su sobrino, Bill, quien le exige que cierre el bar. Los clientes de Abby, Fred, Beth, James y Rosie, le explican que ella tiene un buen corazón, y que el bar está fuertemente regulado, antes de incorporarlo a su grupo. Bill finalmente acepta dejar que el bar permanezca abierto, pero solo si Abby obtiene un seguro, mejora la seguridad y solicita una licencia para vender licor. Ella se niega, y en su lugar anuncia que el bar cerrará esa noche. Fred, Rosie y Beth tratan de convencerla de que no lo haga, y Fred señala que ella debería darle a Bill el beneficio de la duda. Abby acepta implementar algunas de sus sugerencias y le hace a Bill un mai tai (una bebida que odia) para demostrar su compromiso con el trato.                                           |                    |                      |                                   |                           |                      |
| 2 | «Rule Change»      | Pamela Fryman        | Niki Schwartz-Wright              | 4 de abril de 2019        | 2.06                 |
| Cuando James se queja de una regla que prohíbe a los hombres usar sandalias, le pide a Bill que hable con Abby, quien lo ignora. El proyecto de ley plantea entonces un desafío, en el que los dos deben presentar sus mejores argumentos y someterlos a votación pública. Ambos tratan de ganarse a diferentes clientes de su lado, pero con poco éxito. La votación se lleva a cabo, y Abby declara la victoria, solo para que Beth cambie su voto cuando Bill acepte su demanda de que se poden los árboles de Abby. Con el voto empatado, un juego de bochas se lleva a cabo como un desempate. Fred le dice a Abby que el problema no es Bill, sino su negativa a escuchar a sus clientes. También le recuerda que Bill solo quiere pertenecer. Abby gana el juego, pero honra a Bill por anotar cero puntos. Abby le dice a Beth que cuidará de los árboles y le da permiso a James para usar sandalias en ciertos días.                                                             |                    |                      |                                   |                           |                      |
| 3 | «Free Alcohol Day» | Pamela Fryman        | Brig Muñoz-Liebowitz              | 11 de abril de 2019       | 1.64                 |
| El bar se prepara para el «Día del Alcohol Libre», cuando Dani, la amiga de Abby, trae muestras gratis para todos. Sin embargo, su último producto, una ginebra con infusión de pimienta de Jamaica, es de mal gusto. Beth intenta emparejar a Dani con Abby, solo para avergonzarse cuando se entera de que los dos salieron con ella y Abby no se lo dijo. En respuesta, Abby lanza un desafío para que cualquiera que quiera saber sobre su vida personal beba tragos de ginebra, solo para dar respuestas vagas. Molesto, una Beth borracha entra en la casa de Abby y discuten. Desesperado por salvar el Día del Alcohol Libre, Fred convence a los demás para que se beban el resto de la ginebra. Después de que Beth admite que se siente abandonada, Abby le dice que ella es la razón por la que decidió abrir el bar. A la mañana siguiente, Abby pone el vino favorito de Beth en el grifo. Bill se disculpa con Abby por hacer un comentario incómodo sobre su bisexualidad. |                    |                      |                                   |                           |                      |
| 4 | «Book Club»        | Phill Lewis          | Shaun Diston                      | 18 de abril de 2019       | 1.53                 |
| La pandilla trata de presionar a Fred para que tenga una cita con Emily, un miembro del club de lectura de Beth. Sin embargo, Fred, divorciado desde hace quince años, es reacio a volver a intimar. James intenta cortejar a su amiga Willa, pero fracasa y decide volver a intentarlo con una mecenas llamada Erica. Su primera conversación va mal cuando miente sobre su dominio del español. Fred finalmente acepta tener una cita con Emily, que consiste en asar filetes a la parrilla en el bar. Se llevan bien y deciden mudarse juntos después de solo un día; Fred también comienza a cambiar su personalidad. Abby se pone firme y le dice a Fred que se equivocó al presionarlo para que cambiara. Fred entonces revela que su relación fue una broma todo el tiempo. James elige no salir con Erica cuando se da cuenta de que no está listo. Abby y Beth usan la psicología inversa para que Fred vuelva con Emily.                                                         |                    |                      |                                   |                           |                      |
| 5 | «Mail Bin»         | Beth McCarthy-Miller | Taylor Cox y Jacquie Walters      | 25 de abril de 2019       | 1.47                 |
| Mientras revisa el correo sin abrir, Bill encuentra una carta de Abby, el padre moroso de Abelardo, que contiene un cheque por $287.50, que ella cree que es él tratando de comprar su perdón. Ella quiere tirarlo, pero cuando el grupo le dice que hacerlo sería injusto, deciden gastarlo en una compra ridícula y empezar a hacer una lluvia de ideas. Un cliente al azar decide entonces de quién es la compra que realiza. La idea de James, una combinación de palomitas de maíz / fabricante de perros calientes, gana. Fred encuentra otra carta de Abelardo revelando que el cheque es en realidad parte de dos pagos para compensar cada cumpleaños de ella que se perdió. Sin embargo, cuando va a cobrarla, descubre que no vale nada. Con el corazón roto, Abby quema el resto de su correo. En una muestra de solidaridad, el grupo le compra la productora de palomitas de maíz calientes y afirma que no necesita la aprobación de su padre para ser feliz.               |                    |                      |                                   |                           |                      |
| 6 | «Liquid Courage»   | Pamela Fryman        | Russ Finkelstein y Marc Muszynski | 2 de mayo de 2019         | 1.49                 |
| A James se le ofrece un trabajo mejor pagado, pero siente que aceptarlo significaría demasiada responsabilidad. Bill decide despedirse de cada cliente después de que Fred se aleja de su conversación. Para ayudar a James a decidir, el grupo decide sacar «Tequila Jimmy», su personalidad de borracho. El desagradable vecino de Abby, Richard, amenaza con denunciarla a la policía a menos que ella acepte cerrar el bar antes de tiempo, por lo que le pide que le dé unas semanas para hacer mejoras. Sin embargo, James, ahora lleno de confianza, echa a Richard y reniega del trato. Al ver a Bill luchando, Fred interviene para ayudar. Abby vuelve a llamar a Richard y hace que James le advierta de las consecuencias de cerrar el bar demasiado pronto, lo que le convence de volver a firmar el acuerdo. James completa su primer día como gerente y le regala a Abby una botella de tequila caro. Bill y Fred arreglan las cosas.                                       |                    |                      |                                   |                           |                      |
| 7 | «Soda Gun»         | Pamela Fryman        | Betsy Thomas                      | 9 de mayo de 2019         | 1.40                 |
| La pistola de refrescos de Abby se rompe, así que Bill hace que su amigo Cory la arregle. Esto molesta a Fred, que se considera el manitas del bar. James prepara un nuevo plan de emergencia para el bar, pero Rosie le dice que es demasiado complicado para ser útil. La pandilla trata de animar a Fred encendiendo el bar y tocando su canción favorita, pero nada funciona. Por desesperación, le dan el «Token», permitiéndole una semana de bebidas gratis, pero él lo rechaza, lo deja caer al suelo, y luego accidentalmente lo pisa. Beth explica que Fred quiere ser útil a Abby porque la ve como una hija, así que Abby habla con él y le dice que, pase lo que pase, ella siempre lo verá como lo más cercano que tiene a un padre. La armonía se restablece en el bar, y Rosie reconforta a James diciéndole que la seguridad del bar depende de que todos se cuiden unos a otros.                                                                                         |                    |                      |                                   |                           |                      |
| 8 | «Backup»           | Phill Lewis          | Noah Garfinkel                    | 30 de mayo de 2019        | 1.55                 |
| Abby se molesta cuando Bill interviene para tratar con algunos clientes rebeldes, lo cual ella siente que es su responsabilidad. James accidentalmente rompe la taza del premio de Beth y se la pone a otro cliente, que es castigado al ser colocado en la «silla de riego». Bill defiende sus acciones señalando que es más alto y, por lo tanto, más intimidante que Abby, así que Fred sugiere un concurso de apertura de tarro para ver quién es más fuerte; Bill gana y una frustrada Abby coge una parrilla encendida y se quema gravemente las manos. Demasiado obstinada para aceptar ayuda, Abby recurre a usar su boca para ayudar a servir bebidas y termina haciendo un gran desastre. Bill se disculpa al dejar que Abby lo ponga en una espera de sumisión y ellos acuerdan empezar a aceptar ayuda de los demás. James confiesa haber roto la taza, y Bill y Abby se las arreglan usando pegamento y una impresora 3D.                                                     |                    |                      |                                   |                           |                      |
| 9 | «Rosie's Band»     | Pamela Fryman        | Josh Malmuth                      | 30 de mayo de 2019        | 1.46                 |
| Bill se entera de la disputa entre Abby y Nemo's, un bar que solía ser el lugar más popular del vecindario. Rosie obtiene permiso para hacer un set esa noche con su banda; sin embargo, el grupo decide no decirle que su música es inaudible. Rebosante de alegría, Rosie decide empezar a tocar en el bar todas las semanas. James se convence de que un cliente del bar, Clark, es un fugitivo buscado, pero Fred le dice que está paranoico. Abby y Beth tratan de llegar a un acuerdo con Nemo's para quitarles la banda de sus manos, pero Rosie escucha por casualidad y se siente traicionada. Le dice a Abby que es lo suficientemente fuerte como para aceptar las críticas, y que Abby siempre debe ser honesta con ella. A cambio, Abby acepta dejarla jugar una vez al mes. La policía aparece para detener a Clark por huir, y Bill encubre la existencia del bar celebrando una boda falsa con Beth.                                                                       |                    |                      |                                   |                           |                      |
| 10 | «The Fish»         | Betsy Thomas         | Chelsea Devantez                  | 13 de junio de 2019       | 1.23                 |
| Cuando Bill admite ante el grupo que tiene boletos de temporada de los Padres detrás de la matrícula que perdió en su divorcio, le piden que invite a su exesposa Sharon al bar para reclamarlos. Bill explica que Sharon tiene experiencia en derribarlo emocionalmente, por lo que el grupo aumenta su confianza y logra convencerla de que devuelva las entradas. Sin embargo, Sharon revela que ella también quiere volver a estar junta, así que el bar lanza un improvisado «luau de atún» para evitar que se vayan. Bill finalmente se da cuenta de que Sharon no lo ama de verdad cuando insulta a sus amigos y él rompe con ella, declarando que esta es su vida ahora. Abby entonces le da su propio taburete de bar - algo que solo un cliente regular puede tener - y decide mantener el luau de atún como un evento continuo. |                    |                      |                                   |                           |                      |

## Producción

### Desarrollo
El 22 de septiembre de 2017, la producción, entonces sin título, recibió una orden para un piloto para la NBC. El piloto fue escrito por Josh Malmuth, quien estaba a cargo de la producción ejecutiva junto con Mike Schur y David Miner. Se esperaba que las compañías de producción involucradas con el piloto incluyeran a Universal Television, Fremulon, y 3 Arts Entertainment. El 23 de enero de 2018, la NBC dio oficialmente a la producción una orden piloto. Una semana después, se anunció que Pamela Fryman dirigiría el piloto.
El 8 de mayo de 2018, se anunció que NBC había dado a la producción un pedido en serie. Pocos días después, se anunció que la serie se estrenaría como reemplazo de mitad de temporada en la primavera de 2019. El 24 de enero de 2019, se anunció que la serie se estrenaría el 28 de marzo de 2019.

### Casting
El 22 de febrero de 2018, se anunció que Natalie Morales había sido elegida como la titular Abby. En marzo de 2018, se informó que Nelson Franklin, Jessica Chaffin, Leonard Ouzts, Neil Flynn, y Kimia Behpoornia se habían unido al elenco principal de la serie.

## Recepción

### Críticas
En Rotten Tomatoes la serie tiene un índice de aprobación del 73%, basado en 15 reseñas, con una calificación promedio de 6.01/10. El consenso crítico del sitio dice, «A pesar de un poco de humor aguado y anticuado, Abby's rebosa de potencial gracias a su fácil manejo, sensibilidad tonta y un reparto perfecto de Natalie Morales». En Metacritic, tiene puntaje promedio ponderado de 60 sobre 100, basada en 15 reseñas, lo que indica «criticas mixtas o medias».

### Audiencias
| N.º | Título             | Fecha de emisión    | ÍA/CP (18–49) | Audiencia (millones) | DVR (18–49) | Audiencia DVR (millones) | Total (18–49) | Audiencia total (millones) |
| --- | ------------------ | ------------------- | ------------- | -------------------- | ----------- | ------------------------ | ------------- | -------------------------- |
| 1   | «Pilot»            | 28 de marzo de 2019 | 0.5/3         | 2.60                 | 0.2         | 0.89                     | 0.7           | 3.49                       |
| 2   | «Rule Change»      | 4 de abril de 2019  | 0.5/3         | 2.06                 | 0.2         | 0.70                     | 0.7           | 2.76                       |
| 3   | «Free Alcohol Day» | 11 de abril de 2019 | 0.4/2         | 1.64                 | 0.2         | 0.51                     | 0.6           | 2.15                       |
| 4   | «Book Club»        | 18 de abril de 2019 | 0.4/2         | 1.53                 | 0.1         | 0.55                     | 0.5           | 2.07                       |
| 5   | «Mail Bin»         | 25 de abril de 2019 | 0.3/2         | 1.47                 | 0.2         | 0.56                     | 0.5           | 2.03                       |
| 6   | «Liquid Courage»   | 2 de mayo de 2019   | 0.4/2         | 1.49                 | —           | —                        | —             | —                          |
| 7   | «Soda Gun»         | 9 de mayo de 2019   | 0.4/2         | 1.40                 | 0.2         | 0.53                     | 0.6           | 1.93                       |
| 8   | «Backup»           | 30 de mayo de 2019  | 0.4/2         | 1.55                 | 0.1         | 0.44                     | 0.5           | 1.99                       |
| 9   | «Rosie's Band»     | 30 de mayo de 2019  | 0.3/2         | 1.46                 | 0.1         | 0.49                     | 0.5           | 1.94                       |
| 10  | «The Fish»         | 13 de junio de 2019 | 0.3/1         | 1.23                 | —           | —                        | —             | —                          |